# Last Desire
Last Desire (2010) is het tweede studioalbum van de Italiaans heavymetalgroep Mastercastle.

## Tracklist
1. "Event Horizon" (Gueglio/Gonella) - 04:08
2. "Misr" (Gueglio/Gonella) - 04:55
3. "RaWild Spell" (Gueglio/Gonella) - 05:01
4. "Last Desire" (Gueglio/Gonella) - 03:59
5. "Away" (Gueglio/Gonella) - 04:07
6. "Space Trip" (Gonella) - 04:53
7. "Jade Star" (Gueglio/Gonella/Vawamas) - 04:40
8. "Great Heaven's Climg" (Gueglio/Gonella) - 05:24
9. "Cat-house" (Gueglio/Gonella) - 04:54
10. "Toxie Radd" (Gueglio/Gonella) - 04:49
11. "La Serenissima" (Reverberi) - 03:15
12. "Scarlett" (Gueglio/Gonella) - 04:31

## Artiesten
- Giorgia Gueglio: vocalist
- Pier Gonella: gitarist
- Steve Vawamas: basgitarist
- Alessandro Bissa: slagwerk